# Pavillon de chasse du Fremersberg
Le pavillon de chasse du Fremersberg (en allemand, Jagdhaus Fremersberg), quelquefois appelé aussi pavillon de chasse de Saint-Hubert, est un édifice construit au début du XVIIIe siècle à la limite nord-ouest de la colline boisée du Fremersberg, en Forêt-Noire, près de Baden-Baden dans le Land du Bade-Wurtemberg, en Allemagne.
Après la Seconde Guerre mondiale et jusqu'en 1992, il a été la résidence du général commandant les forces françaises en Allemagne.

## Construction et description
Situé sur les premières pentes du massif boisé, il a été construit par Johann Michael Ludwig Rohrer (de) dans les années 1716-1721 à la demande de la margravine Françoise-Sibylle de Saxe-Lauenbourg, alors régente du margraviat de Bade-Bade, pour le plaisir de ses fils amateurs de chasse, Louis Georges et Auguste Georges.
Le domaine comprenait le château proprement dit, composé d'un bâtiment central octogonal surmonté d'un dôme et flanqué de quatre ailes trapézoïdales de plain-pied, deux bâtiments, également de plain-pied, destinés aux cavaliers et aux chevaux et un bâtiment de cuisines.

## Histoire
Après sa construction, le château a servi de pavillon de chasse pendant le XVIIIe siècle. Mais dès le début du XIXe siècle, il n'est plus utilisé ; il est mal entretenu et se dégrade.
À la fin de la Seconde Guerre mondiale, il devient la résidence du général commandant les forces françaises en Allemagne, dont l'état-major se trouvait dans la ville de Baden-Baden. L'édifice a été le théâtre d'un événement fameux de la vie politique du général de Gaulle. C'est à cet endroit que, le 29 mai 1968, il va rencontrer secrètement le général Massu. Le château a conservé cette fonction jusqu'en 1992 ; pendant la même période, il a abrité le consulat de France.